# Kirtlandský chrám

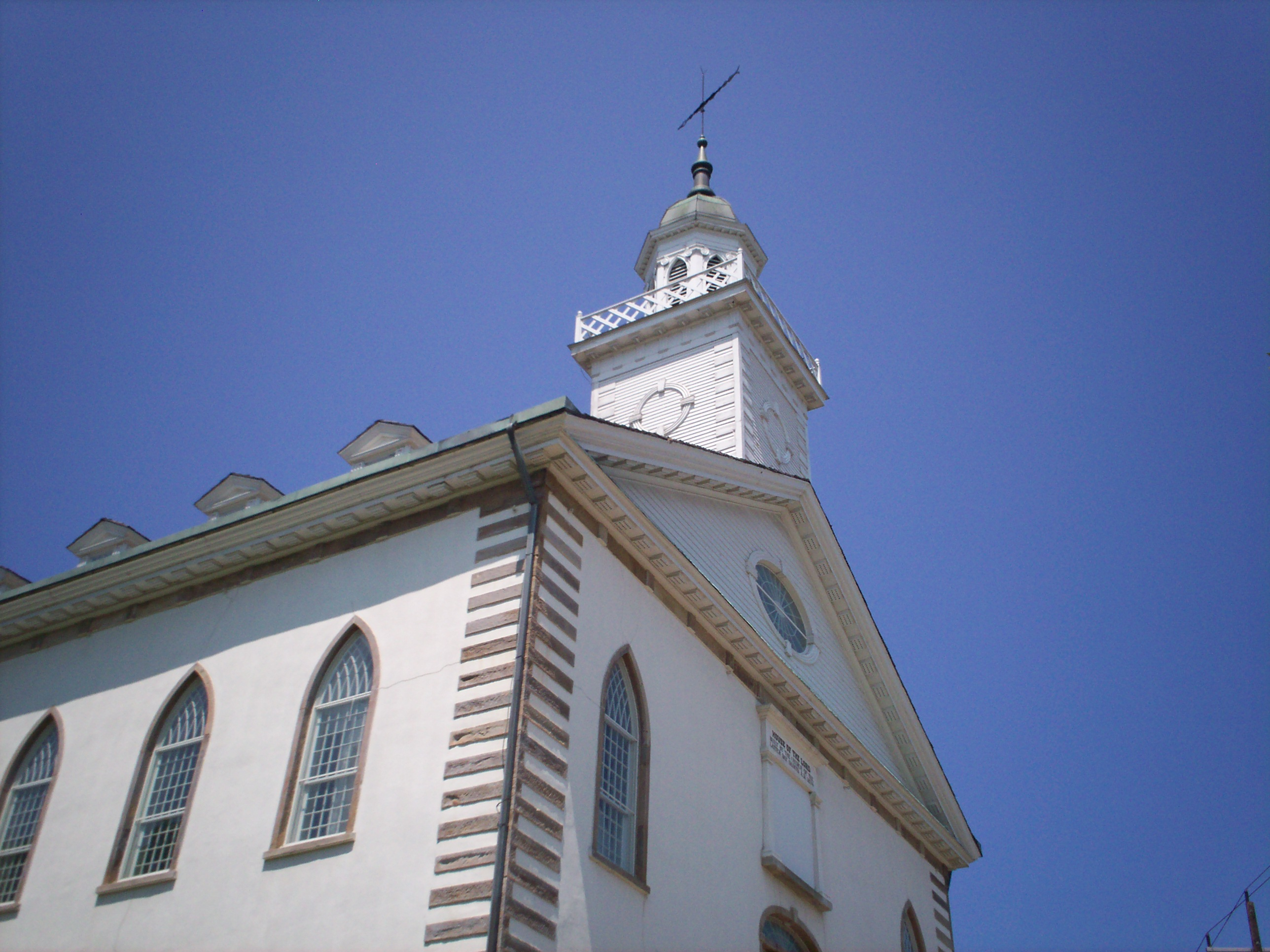
Mormonský chrám v Kirtlandu

Chrám ve městě Kirtland je významná náboženská a historická budova v dějinách mormonismu. Byl postaven pod vedením mormonského proroka Josepha Smithe.

## Pozadí vzniku

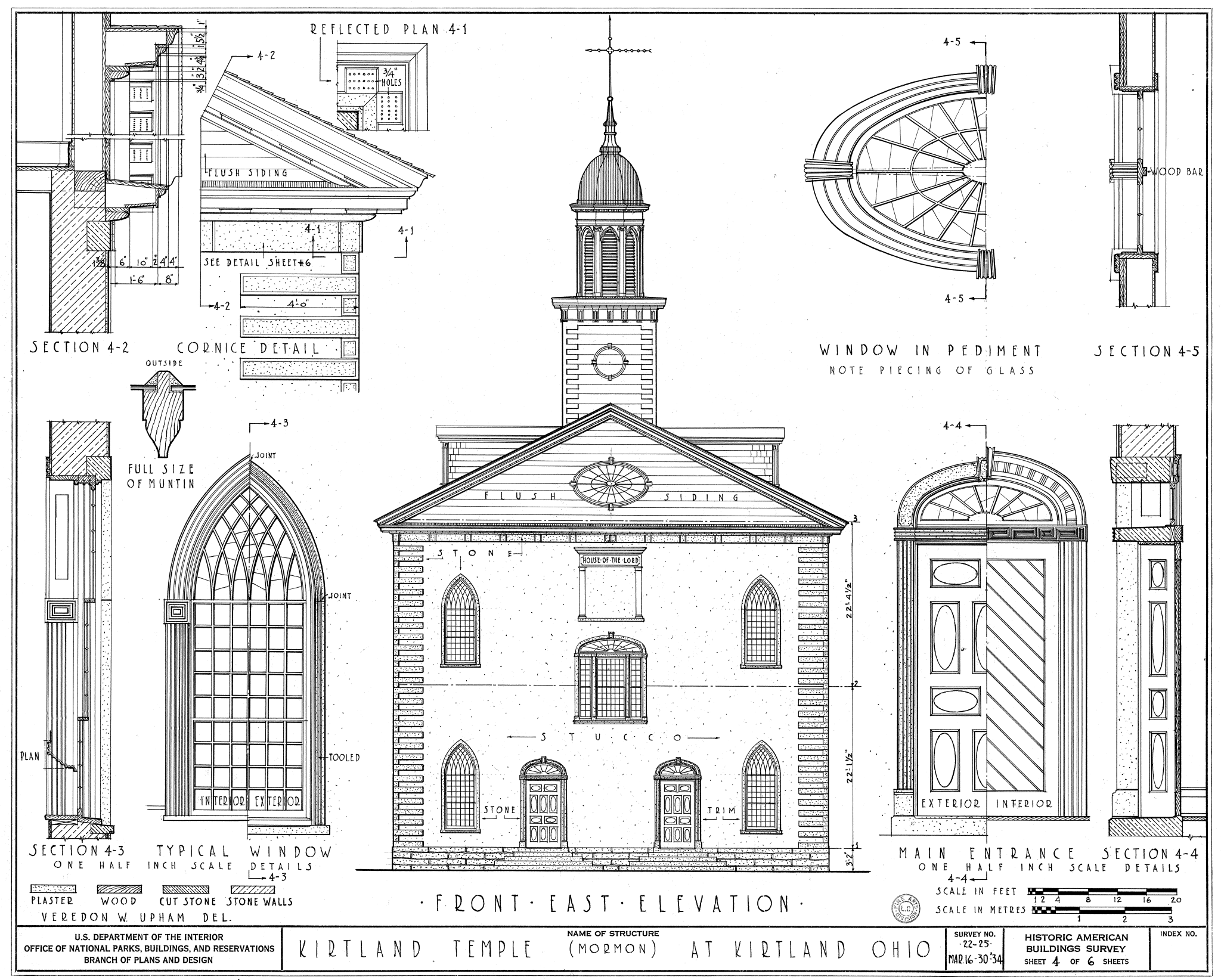
Plány stavby

Církev Ježíše Krista se začala shromažďovat ve státě Ohio (v oblasti města Kirtland) v 30. letech 19. století na základě zjevení Josepha Smithe, zakladatele mormonského náboženství.
V Kirtlandu poprvé došlo k uskutečnění myšlenky postavit Chrám, tedy stavbu, podobnou Šalamounovu chrámu v Jeruzalémě. Tato stavba byla pro členy církve velkou finanční zátěží. V Kirtlandu také mormonská církev založila banku. Chrám v Kirtlandu byl nakonec dostavěn, ale po Smithovo smrti se zdejší věřící shromáždili do odlišné mormonské církve, než jaká pod vedením Brighama Younga odešla na západ. Ve vlastnictví této oddělené skupiny, Komunity Kristovy, je kirtlandský Chrám dodnes.

## Zasvěcení
Ačkoliv byla stavba Chrámu pro Svaté velkou těžkostí, dostavila se podle mnohých výpovědí velkolepá zjevení. Sám Joseph Smith měl v dubnu 1836 zjevení 4 nebeských bytostí. V mormonském svatém Písmu, knize Nauky a smluv, je toto zaznamenáno jako Oddíl 110. Joseph Smith svůj zážitek popsal slovy:
ZÁVOJ byl sňat z mysli naší a oči porozumění našeho byly otevřeny. Viděli jsme před sebou Pána stojícího na hrazení kazatelnice; a pod nohama jeho bylo vydlážděné dílo z ryzího zlata v barvě podobající se jantaru... A hlas jeho byl jako zvuk valících se velikých vod, a to hlas Jehovův, řkoucí: Já jsem první i poslední; jsem ten, kdo žije, jsem ten, kdo byl zabit; jsem přímluvcem vaším u Otce… Když toto vidění skončilo, nebesa se nám opět otevřela; a před námi se ukázal Mojžíš a předal nám klíče shromažďování Izraele ze čtyř částí země a přivedení deseti kmenů ze země severní. Po tomto se ukázal Elias a předal dispensaci evangelia Abrahamova řka, že v nás a semeni našem budou všechna pokolení po nás požehnána.

Když toto vidění skončilo, náhle se nám otevřelo další veliké a slavné vidění; neboť Eliáš, prorok, jenž byl vzat do nebe, aniž okusil smrti, stál před námi a pravil: Vizte, již nadešel čas, o němž bylo promlouváno ústy Malachiáše – který svědčil, že on [Eliáš] bude poslán, dříve než přijde veliký a hrozný den Páně – Aby obrátil srdce otců k dětem a dětí k otcům, aby celá země nebyla stižena prokletím. Tudíž, klíče této dispensace jsou předány do rukou vašich; a tím můžete věděti, že veliký a hrozný den Páně je blízko, dokonce ve dveřích.